# Giáo dục khoa cử thời Lê sơ
Giáo dục khoa cử thời Lê Sơ trong lịch sử Việt Nam phản ánh hệ thống trường học và chế độ khoa cử nước Đại Việt từ năm 1427 đến năm 1527.

## Hệ thống trường học
Vua Lê Thái Tổ chú trọng đến việc đào tạo nhân tài cho đất nước ngay sau khi lên ngôi. Ông ra lệnh cho các trấn trong nước đều phải xây trường học, mở mang nền giáo dục trong nước.
Tại kinh đô có Quốc tử giám và nhà Thái học. Học trò ở đây là con em quan lại và những người có học lực hạng ưu tú tuyển chọn trong dân. Thầy dạy trong Quốc tử giám gọi chung là Giáo quan, bao gồm các quan văn trong triều hoặc những người có học vấn uyên bác trong xã hội.
Thời Lê Thánh Tông, Quốc Tử giám được mở rộng, sau Văn Miếu là nhà Thái học, có Minh luận đường là nơi giảng dạy. Ngoài ra, triều đình còn xây thêm Bí thư khố là kho trữ sách và khu nhà tập thể cho các giám sinh lưu trú từ nơi xa đến.
Học chế thời Lê mở rộng hơn các thời trước, không cấm con em nhà thường dân đi học như thời nhà Lý, nhà Trần. Tại các lộ đều có trường học, học trò ở đây gọi là Lộ hiệu sinh. Chỉ trừ con nhà hát xướng và người đang bị tội tù đày, con em các nhà lương thiện đều có thể vào học tại đây. Sang thời Lê Thánh Tông, trường lộ đổi thành trường phủ.
Giáo quan giảng dạy tại đây được tuyển từ các nhà Nho địa phương. Muốn lên học tại Quốc Tử giám, học trò ở trường lộ phải qua sát hạch, lấy những Lộ hiệu sinh học xuất sắc nhất, nhì.
Ngoài các trường do triều đình mở còn có các trường lớp tư nhân trên khắp toàn quốc do các nhà Nho không đỗ đạt hoặc đã đỗ đạt nhưng thôi làm quan về dạy học.

## Nội dung học tập, giảng dạy và thi cử
Tài liệu học tập, giảng dạy và thi cử chính thức gồm có:
- Tứ Thư
- Ngũ Kinh
- Ngọc đường văn phạm
- Văn hiến thông khảo
- Văn tuyển
- Cương mục
- Bắc sử (Sử Trung Quốc)

Phương pháp giáo dục chỉ có 2 nguyên tắc chủ chốt là học thuộc lòng và trừng phạt bằng roi vọt. 
Dưới thời Lê sơ nói chung và trong thời trị vì của Lê Thánh Tông nói riêng, Nho giáo chiếm vị trí độc tôn; Phật giáo và Đạo giáo bị hạn chế. Phật giáo bị đẩy lui xuống sinh hoạt ở các làng xã, trong khi đó Nho giáo lại được coi trọng và lên ngôi, đặc biệt là khu vực triều đình và giới nho học.
Theo ý kiến của nhà nghiên cứu Đào Duy Anh, hệ thống Nho giáo này do nhà Lê bắt chước theo nhà Minh của Trung Quốc. Người học không được phát huy ý kiến riêng của mình. Kiểu người điển hình do phương pháp giáo dục này đào tạo là người hủ nho hoàn toàn trung thành với chế độ quân chủ nhà Lê.

## Chế độ khoa cử
Việc tuyển dụng quan lại vào bộ máy chính quyền có 3 đường:
1. Đỗ đạt qua thi cử
2. Nhờ quan lại đề cử có bảo đảm (bảo cử)
3. Lấy con cháu công thần hưởng tập tước

Trong ba con đường trên, con đường khoa cử là quan trọng nhất, được triều đình đề cao, chú trọng.
Ngay từ năm 1426, khi khởi nghĩa Lam Sơn chưa kết thúc, Lê Lợi tiến ra Bồ Đề đã mở kỳ thi đặc biệt, lấy đỗ 30 người. Từ khi nhà Lê chính thức thành lập, việc tổ chức các khoa thi diễn ra đều đặn định kỳ.
Có 3 kỳ thi chính và quan trọng nhất là thi Hương, thi Hội và thi Đình.

### Thi Hương
Từ thời Lê Thánh Tông, thi Hương có quy định chặt chẽ, rõ ràng, với yêu cầu: người thi Hương phải là người dân có đạo đức, cấm người bất hiếu, loạn luân, gian ngoa; cấm con nhà phản nghịch, con phường chèo, hát xướng.
Người thi Hương phải qua 4 kỳ:
1. Kỳ 1 thi kinh nghĩa về Tứ thư
2. Kỳ 2 thi Ngũ kinh
3. Kỳ 3 thi chiếu, chế, biểu mỗi môn 1 bài
4. Kỳ 4 thi một bài văn trường thiên 1000 chữ.

Qua 4 kỳ thi, ai trúng được 3 kỳ gọi là Sinh đồ, khoa sau lại vào thi; ai trúng 4 kỳ thì gọi là Hương cống. Đỗ Hương cống rồi năm sau mới được thi Hội. Các tên gọi Sinh đồ, Hương cống bắt đầu từ năm 1462 niên hiệu Quang Thuận. Định kỳ 3 năm tổ chức 1 lần.
Thi Hội
Thi Hội thuộc hàng đại khoa để các Hương cống cả nước đua tài. Thời gian đầu, người đang làm quan dù chưa đỗ Hương cống vẫn được thi Hội, nhưng từ năm 1486 người làm quan cũng phải đỗ thi Hương mới được thi Hội.
Định kỳ 3 năm tổ chức 1 lần thi Hội, (sau năm thi Hương). Từ thời Lê Nhân Tông, thi Hội gồm có 4 kỳ:
1. Kỳ 1 thi Tứ thư, Luận ngữ; 4 đề về Mạnh Tử (thí sinh được chọn 4 trong 8 đề). Về Ngũ kinh, mỗi kinh 3 đề cho thí sinh chọn làm 1 đề; riêng kinh Xuân Thu có 2 đề nhưng phải gộp vào làm thành 1 bài vănViện Sử học, sách đã dẫn, tr 35
2. Kỳ 2 thi chế, chiếu, biểu, mỗi thể loại có 3 đề
3. Kỳ 3 thi thơ phú, mỗi thể 2 đề. Thơ dùng thể [Đường Luật|Đường luật], phú dùng thể [Lý Bạch] thường viết
4. Kỳ 4 ra bài văn sách, hỏi những điểm khác nhau giữa Ngũ Kinh và Tứ Thư cùng chính sự xấu hay tốt của các đời trước.

Người đỗ thi Hội gọi là trúng cách (đậu) người đạt điểm cao nhất gọi là Hội nguyên (trạng nguyên).
Suốt thời Lê sơ, từ thời Lê Thái Tông tổ chức thi Hội; tổng cộng đến năm 1526 thời Lê Cung Hoàng, nhà Lê tổ chức 26 khoa thi

### Thi Đình
Là cuộc thi dành cho những người đỗ thi Hội, tổ chức tại sân điện, do nhà vua đích thân ra đề. Trong số những người đỗ, chọn ra 3 người cao nhất (gọi là Tam khôi) là Đệ nhất giáp đệ nhất danh (Trạng nguyên), Đệ nhất giáp đệ nhị danh (Bảng nhãn), Đệ nhất giáp đệ tam danh (Thám hoa).
Người đỗ hạng nhì, tức là Đệ nhị giáp, gọi là Hoàng giáp hay Tiến sĩ xuất thân. Người đỗ Đệ tam giáp gọi chung là Tiến sĩ, hay Tiến sĩ xuất thân.
Những người đỗ thi Đình rất được trọng vọng, được vua ban thưởng áo mũ, thết tiệc, các quan hồng lô làm lễ xướng danh ở nhà Thái học, Bộ Lễ ghi tên vào bảng vàng treo trước cửa Đông hoa, làm lễ vinh quy bái tổ. Đặc biệt, vua Lê Thánh Tông còn cho tạc bia tiến sĩ dựng trong nhà Thái học. Họ được triều đình bổ dụng làm quan. Thời Lê sơ tổ chức được 26 khoa thi tiến sĩ lấy đỗ 989 tiến sĩ 20 trạng nguyên. Riêng thời vua Lê Thánh Tông (1460-1497) tổ chức được 12 khoa thi tiến sĩ lấy đỗ 501 tiến sĩ trạng nguyên.
Lê Thánh Tông khởi xướng và cho lập bia tiến sĩ lần đầu tiên ở Văn Miếu - Quốc Tử Giám vào năm 1484, các đời vua sau này tiếp tục bổ sung thêm các tấm bia vinh danh mới.